# روبرت ألان
روبرت ألان (بالإنجليزية: Robert Allan)‏ هو شخصية أعمال نيوزيلندي، ولد في 1846، وتوفي في 1927.